# Amajur, o Turco
Amajur, o Turco (em árabe: أماجور التركي; romaniz.: Amajur al-Turki), também conhecido como Majur, Anajur e Majura, foi um oficial militar turco do Califado Abássida, ativo durante o século IX. Serviu como governador de Damasco durante o reinado de Almutâmide (r. 870–892), de 870 até sua morte em ca. 878.

## Vida

Síria abássida (Bilade Xame) no século IX

Pouco se sabe da vida de Amajur além de seu governo de Damasco; é possível que estivesse relacionado com a posterior família Banu Amajur de astrônomos, mas isso não é conhecido com certeza. Ele recebeu sua nomeação em torno do tempo da ascensão de Almutâmide e foi enviado para a Síria com um contingente de várias centenas de soldados turcos. Ele inicialmente teve dificuldades em estabelecer sua autoridade dentro da província, devido a presença do rival Issa ibne Axeique Axaibani, e foi forçado a lutar com o último nas imediações de Damasco. Apesar de ter uma força muito menor, Amajur venceu o combate, destroçando o exército de Issa e matando seu filho Mansur. Logo depois, Issa abandonou a Síria para a Armênia, assim garantindo a posição de Amajur como governador.
No curso dos vários anos seguintes, Amajur administrou a província com mão firme. Manteve um estado de ordem, fazendo as estradas seguras e reprimindo os bandidos, e também envolveu-se na construção de obras públicas. Ao mesmo tempo, contudo, um opressivo regime de imposto foi instituído durante seu governo, e um período de maior inflação resultou no aumento generalizado da pobreza.[a] Em ca. 876, presenteou uma mesquita de Tiro com uma cópia do Alcorão, garantindo-o como um waqf; vários fólios deste livro ainda existem.
Em ca. 877, o regente abássida Almuafaque (r. 870–891) decide nomear Amajur sobre o Egito, uma vez que o governador Amade ibne Tulune estava demonstrando sinais de independência. Embora Amajur estava de alguma forma relutante quanto ao plano, o general Muça foi enviado para executar a decisão e instalá-lo na província. A expedição, contudo, estagnou em Raca e terminou quando as tropas de Muça revoltaram-se contra ele, forçando-o a retornar ao Iraque; como resultado, Amade permaneceu no controle do Egito.
Amajur morreu em ca. 878, sendo brevemente sucedido como governador por seu filho menor Ali; no mesmo ano, contudo, Amade decidiu tomar vantagem de sua morte e marchou à Síria, adicionando-a para seus domínios.[b]